# Autobahnbrücke bei Achering
Der Autobahnbrücke bei Achering im Süden der Stadt Freising ist eine Brücke im Zug der Bundesautobahn 92 von München nach Deggendorf. Sie liegt zwischen der Anschlussstelle 5 Freising-Süd und dem Autobahndreieck München-Flughafen, weist in jeder Fahrtrichtung drei Fahrspuren auf, ist 160 m lang und quert den Fluss beim Isar-Kilometer 121,0.